# Dans les ténèbres (film)
Pour l’article homonyme, voir Dans les ténèbres (roman).
Pour plus de détails, voir Fiche technique et Distribution.
Dans les ténèbres (Entre tinieblas) est un film espagnol réalisé par Pedro Almodóvar, sorti en 1983.

## Synopsis
Le copain de Yolanda, chanteuse et droguée, meurt d'une overdose (et de strychnine). La police la recherche et elle décide de se cacher dans un couvent. Mais la vie des religieuses n'est pas seulement faite de prières et d'amour du Seigneur. Drogue, complots, secrets, tigre… s'y côtoient.

## Fiche technique
- Titre original : Entre tinieblas
- Titre français : Dans les ténèbres
- Réalisation et scénario : Pedro Almodóvar
- Musique : Morris Albert, Curel Alonso, Carlos Arturo, Eritz (chansons) et Cam España
- Photographie : Ángel Luis Fernández
- Montage : José Salcedo
- Décors : Román Arango et Pin Morales
- Costumes : Francis Montesinos et Teresa Nieto
- Production : Luis Calvo
- Pays de production :  Espagne
- Langue originale : espagnol
- Format : couleur — 35 mm — 1,66:1
- Durée : 114 minutes
- Date de sortie :
  - Espagne : 10 mars 1983
- Classification :
  - France : interdit aux moins de 12 ans[1]

## Distribution
- Cristina Sánchez Pascual : Yolanda Bel
- Julieta Serrano : Abbesse Julia
- Marisa Paredes : Sœur Estiércol
- Mary Carrillo : Marquise
- Lina Canalejas : Sœur Vipère
- Manuel Zarzo : Curé
- Carmen Maura : Sœur Perdue
- Chus Lampreave : Sœur Rat d'égout
- Laura Cepeda : Lina
- Marisa Tejada : Lola
- Eva Siva : Antonia
- Cecilia Roth : Merche
- Concha Grégori : Sofía
- Pedro Almodóvar : Passager d'autobus
- Agustín Almodóvar : Facteur

## Autour du film
En plus d'un violent réquisitoire anti-religieux (Almodóvar fut élevé par des Franciscains et en gardera un souvenir terrible), le réalisateur, dont c'est le troisième film, développe comme toujours les thèmes qui lui sont chers (les femmes, la drogue, l'homosexualité…). Cependant, un nouvel aspect de son œuvre s'y dévoile : les références au cinéma.
Plus tard dans sa carrière, Almodóvar montrera qu'il est avant tout un cinéphile, en dispersant quantité de références cinématographiques. Dans ce film, le réalisateur avait à l'esprit le travail que Marlène Dietrich avait fait avec Josef von Sternberg, dans Blonde Vénus où elle « interprète une femme d'intérieur qui devient chanteuse, espionne, puis, qui traverse le monde et vit un nombre infini d'aventures. »
On peut aussi trouver de grandes ressemblances avec Les Anges du péché de Robert Bresson.
Toujours dans le thème de femme se réfugiant dans un couvent à cause d'une affaire criminelle, on peut aussi établir une liaison avec le film Sister Act, sorti pratiquement une décennie plus tard.